# تابرنایکل (آلاباما)
تابرنایکل (به انگلیسی: Tabernacle) یک منطقهٔ مسکونی در ایالات متحده آمریکا است که در شهرستان کافی، آلاباما واقع شده‌است. تابرنایکل ۱۳۲٫۸۹ متر بالاتر از سطح دریا واقع شده‌است.